# تیوگوانین
تیوگوانین (به انگلیسی: THIOGUANINE)
رده درمانی: داروهای درمان نئوپلاسم
اشکال دارویی: قرص

## مکانیسم اثر
تیوگوانین در چرخه سلولی به‌طور اختصاصی و در فاز S تقسیم سلولی میتوز عمل می‌کند و ساخت DNA و به میزان کمتری RNA را مهارمی‌کند.

## موارد مصرف
تیوگوانین در درمان لوسمی‌های میلوسیتیک و لنفوسیتیک حاد و لوسمی میلوسیتیک مزمن به‌کارمی‌رود.

## متابولیسم دارو
این دارو از مجرای‌گوارشی به‌طور ناقص و متغیر جذب‌می‌شود. متابولیسم آن کبدی و دفع آن‌کلیوی است.

## عوارض جانبی
ضعف سیستم ایمنی، کاهش گلبولهای سفید خون، عفونت و کاهش پلاکتهای خون از عوارض شایع تیوگوانین است.